# Kanton Ambato
Der Kanton Ambato befindet sich in der Provinz Tungurahua zentral in Ecuador. Er besitzt eine Fläche von 1018 km². Im Jahr 2022 lag die Einwohnerzahl bei rund 370.700. Verwaltungssitz des Kantons ist die Provinzhauptstadt Ambato mit 165.000 Einwohnern (Stand 2010).

## Lage
Der Kanton Ambato erstreckt sich über den Westen der Provinz Tungurahua. Das Gebiet liegt im Hochtal der Anden und reicht im Westen bis zur Cordillera Occidental. Im Osten wird der Kanton von den Flüssen Río Patate und Río Pachanlica begrenzt. Der Río Ambato durchquert das Gebiet in östlicher Richtung.
Der Kanton Ambato grenzt im Nordosten an den Kanton Santiago de Píllaro, im Osten an den Kanton San Pedro de Pelileo, im Südosten an die Kantone Quero, Mocha und Tisaleo, im Südwesten an die Provinz Chimborazo, im Westen an die Provinz Bolívar sowie im Norden an die Provinz Cotopaxi.

## Verwaltungsgliederung
Der Kanton Ambato ist in die Parroquias urbanas („städtisches Kirchspiel“)
- Atocha Ficoa
- Celiano Monge
- Huachi Chico
- Huachi Loreto
- La Matriz
- La Merced
- La Península
- Pishilata
- San Francisco

und in die Parroquias rurales („ländliches Kirchspiel“)
- Ambatillo
- Atahualpa
- Augusto N. Martínez
- Constantino Fernández
- Cunchibamba
- Huachi Grande
- Izamba
- Juan Benigno Vela
- Montalvo
- Pasa
- Picaihua
- Pilahuín
- Quisapincha
- San Bartolomé de Pinllo
- San Fernando
- Santa Rosa
- Totoras
- Unamuncho

gegliedert.

## Geschichte
Der Kanton Ambato wurde im Jahr 1824 als Kanton der großkolumbianischen Provinz Chimborazo gegründet.
Entwicklung der Einwohnerzahl im Kanton Ambato bei landesweiten Volkszählungen zum jeweiligen Gebietsstand:
| Jahr                    | Einwohner | +/-    |
| ----------------------- | --------- | ------ |
| 1950                    | 124.099   | –      |
| 1962                    | 118.483   | −4,5 % |
| 1974                    | 182.431   | 54 %   |
| 1982                    | 220.477   | 20,9 % |
| 1990                    | 227.790   | 3,3 %  |
| 2001                    | 287.282   | 26,1 % |
| 2010                    | 329.856   | 14,8 % |
| 2022                    | 370.664   | 12,4 % |
| Datenherkunft: Wikidata |           |        |